# ヴェルダンの戦い
ヴェルダンの戦い（ヴェルダンのたたかい、Battle of Verdun）は、第一次世界大戦の西部戦線で、フランス共和国内のヴェルダンを舞台に繰り広げられたドイツ軍とフランス軍の戦いである。第一次世界大戦における主要な戦いの一つで、1916年2月21日に始まり、両軍合わせて700,000人以上の死傷者を出した。
ドイツ帝国は膠着した戦況を打開すべく、参謀総長エーリッヒ・フォン・ファルケンハインの発案により、目標をパリへと続く街道にあるヴェルダンに定めゲリヒト（裁判）作戦を策定した。ここで大量の損害をフランスに与えることにより、フランスが戦争を継続できなくなるよう企図したのである。当初においてこの作戦は成功をおさめていたが、この戦いを消耗戦と理解しないヴィルヘルム皇太子はヴェルダン攻略に固執した。その結果、両軍とも泥沼式に師団を投入して多大な損害を出した。この戦いの最中に東部戦線でのロシア軍のブルシーロフ攻勢やイギリス軍によるソンム攻勢が始まり、ドイツ軍はそちらの方に戦力を回さなければならなくなった。そのためヴェルダン攻略は中止された。

## 背景
ドイツ軍参謀総長ファルケンハインは、世界大戦のこれまでの戦いをこう観察した。士気旺盛、武装良好でかつ数量が同等な敵に対する突破の企図は成功の見込みが少ない。攻者は徒歩で前進するのに対し、防者は鉄道を利用することができ、多くの場合突入された戦線を閉鎖できる。また、被攻撃正面部隊に退却の判断を任せたなら突破口の閉鎖は簡単であり、これを妨げることはほとんど不可能であると。
この観察に基づきファルケンハインは攻撃計画を作成した。突破ができないのであれば敵を消耗させて屈伏させるほかない。ロシアは人的戦力が豊富であり、イタリアは戦局に大きな影響をもたらさない。イギリスを大陸から追い落とすのは無理であり、できたとしても降伏はしないであろう。となればフランスである。フランスは連合軍の中核であり、開戦以来の損害は多大なものがある。フランスを消耗戦に追い込めば戦局に大きな影響を及ぼせるかもしれない。そして攻撃地点はフランス軍が固守しそうな場所が選定された。つまりヴェルダンである。

## 両軍の態勢
ヴェルダンには環状分派堡と呼ばれる形式の要塞があり、その要塞の中核となる都市や町の周囲に多数の堡塁を巡らせていた。ヴェルダン築城地帯、ことにミューズ川右岸地区の正面はその幅約60kmで、これを守備するフランス軍は始めわずかに3個師団であった。また左岸に2個師団、東向きの要塞の南に3個師団が存在していた。ドイツ軍の攻撃前日には漸次その数を増し、2個軍団が増強された。
攻撃を担当したドイツ皇太子ヴィルヘルム中将の第5軍は当初11個師団であり、しかも第一線には6個師団しか配備されなかった。しかしその分砲兵は多数配属された。自軍の少ない損害で敵軍に大きな損害を負わせようと企図したからである。

## 経過
2月21日午前7時15分、ドイツ軍は重砲808門、野砲300門をもって猛烈な砲撃を開始した。急襲的利益を得るため、午後4時には砲撃は終了した。この短時間に相手陣地を破壊するため、ドイツ軍はこれまでの精密射撃を廃し地帯射撃を採用した。これは射撃精度を第二位に置き、簡略な射撃修正で射撃地区一帯に砲撃を加えるものである。また、歩兵も急襲的効果を得るため、通常100m内からの突撃を500mから開始した。
ヴェルダンに対するドイツ軍の攻撃法は縦方向に逐次蚕食的に攻撃部隊を進めるのみならず、横方向においても蚕食的な攻撃の実施であった。これに基づきドイツ軍は広正面中のある一点に対して急襲を実施し、攻撃第2日目にはフランス軍第1陣地の3拠点を奪取、一挙に深さ約3kmを猛進し、フランス軍第2陣地前で攻撃を中止した。その翌日には前記3拠点に隣接する両翼の2拠点を奪取し、第4日目には第2陣地の1拠点を突破し、その翌日の25日にはさらに前日奪取した拠点に隣接する数拠点を占領。そして第3陣地の一部である永久堡塁、すなわちこの付近の最高所であるドゥオモン堡塁を占領するにいたった。このようにして2月28日までには深さ7km、正面実に45kmのフランス軍陣地を奪取し、フランス軍第4陣地と対峙することとなる。この間攻撃師団中で疲労が大きいものは逐次隣接部隊や予備隊と交代され、緩むことなく攻撃を続行した。
一方フランス軍においては22日以来、第2線師団を招致して逐次第1線師団と交代し新鋭部隊をもってドイツ軍の攻撃に抵抗していたが、これまで述べてきたように不良であった。ジョフル将軍の憂慮は甚だしく、そのためソンム攻勢のために準備されていた第2線師団を続々増援し、また第二軍司令官にフィリップ・ペタン将軍を当てた。ペタン将軍は頽廃していた士気を回復させ、またジョフル将軍の招致した第2線師団は次々にヴェルダンに投入された。これによりしばらく乱れていたフランス軍の足並みがそろい始める。一方、ドイツ軍は攻勢のために生じた損傷および疲労のため一時攻撃の手を緩めたなどの原因により、爾後の攻撃の進展は遅々として進まなかった。
3月4日、第5軍は攻撃方針を改めミューズ川右岸のみの攻撃を廃し、両側を攻撃してヴェルダンを包囲することに方針を変えた。そのため4個師団が増強された。2日間の砲撃の後3月6日に攻撃が開始されたがもはや急襲的効果はなく、フランス軍がペタン将軍に率いられた新鋭部隊を投入したことにもより損害ばかりが増えることとなった。ミューズ川左右両岸において両軍の執拗な争奪戦が生じ、特にヴォー堡塁およびキュミエール＝ル＝モールトムでは惨烈極まりない戦いが展開された。3月末、ファルケンハインは自軍の損害の多さに嫌気が差していたが、皇太子はあくまでも攻撃続行を決意していた。ドイツ軍は目標をル・モルトンム丘に転換し、5月に占領に成功した。5月初旬、ペタン将軍はラングル・ド・カリー将軍の後を継いでシャンティイの中央諸軍会議のフランス本営司令官（フランス語: Grand quartier général）に転出し、ヴェルダン地区防衛はニヴェル将軍に任される。6月7日、ドイツ軍はやっとのことでヴォー堡塁を占領した。これによりフォッシュ将軍は撤退を考え始めた。だが、ドイツ軍の攻撃もそれまでだった。イギリス軍によるソンム攻勢とロシア軍によるブルシーロフ攻勢が起こり、ドイツ軍はそちらの方面に戦力を回さなければならなくなる。ヴェルダン攻撃は次第に尻すぼみとなっていった。
8月からは攻守交替してフランス軍が反撃に転じた。10月24日の攻勢では甚大な損害を出しながらドゥオモン堡塁を奪い返したがこの際堡塁は大爆発による事故で破壊された。12月15日の攻勢ではヴォー堡塁など多くの失地を回復したが、この戦いでは移動弾幕射撃がフランス軍で採用された。ドイツ軍はヴェルダン戦の攻撃で固定弾幕を躍進させることにより歩兵を援護する方法を用いたが、フランス軍の発案した移動弾幕射撃はこれをより進化させたものである。つまりドイツ軍の方法は弾幕を一陣地から一陣地まで一挙に躍進させるものであるが、フランス軍の移動弾幕射撃は歩兵の前進間終始その前方に射弾幕を設けるものであった。一連の回復攻撃により、12月中旬にはドイツ軍に占領された全地域を取り戻した。

## 結末

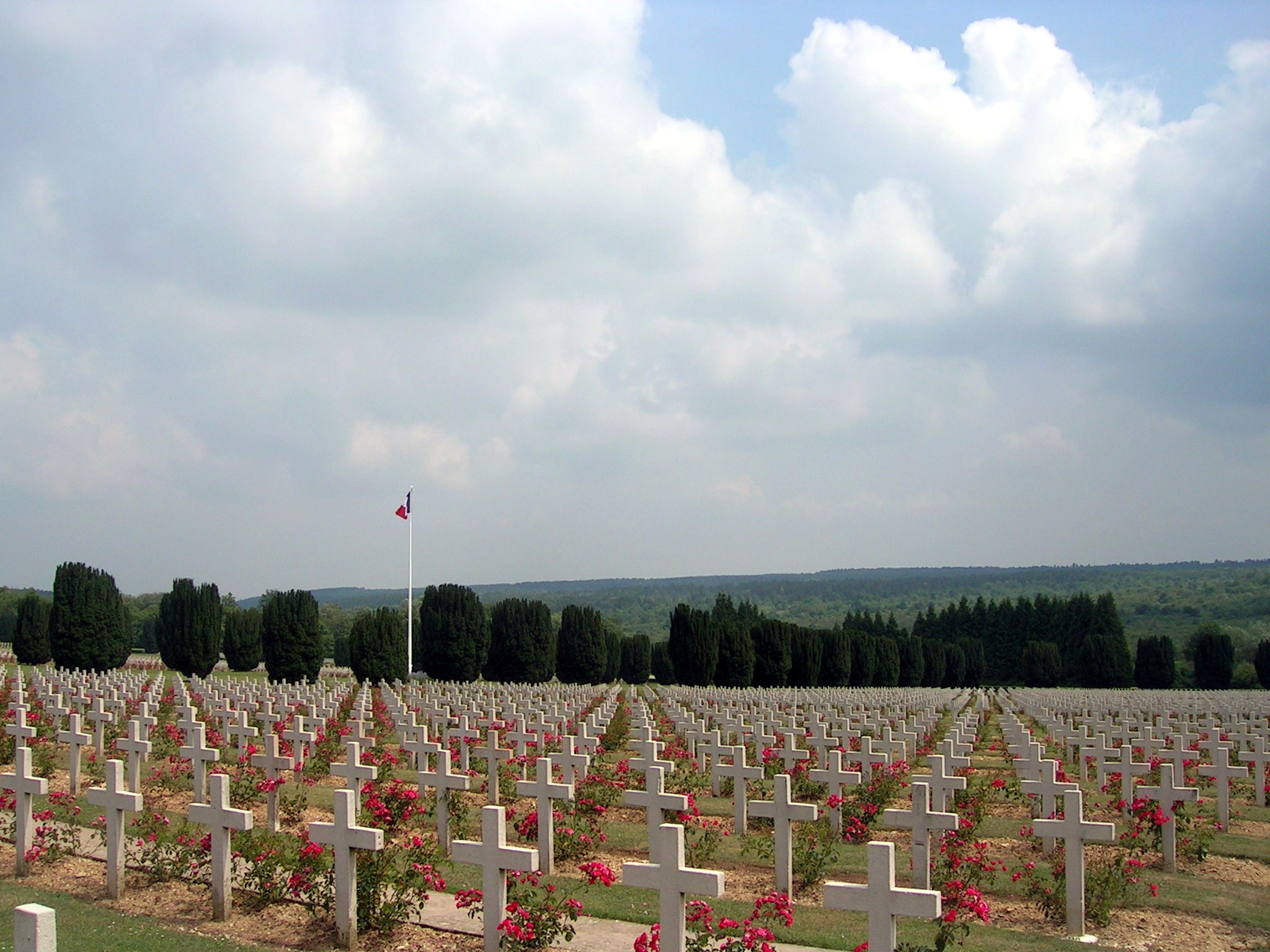
ヴェルダンの戦死者を弔う墓碑

1916年2月から12月16日までにフランス軍362,000人、ドイツ軍336,000人の死傷者を出し、ファルケンハインの作戦は失敗した。フランス軍に多大な消耗を強いたが、ドイツ軍もまた同等の消耗を強いられたからである。攻防戦の最中、ファルケンハインは責任を取る形で参謀総長の職を辞し、ルーマニア攻略戦の司令官に転出した。

## 影響
ヴェルダンの戦いはいくつかの教訓を残した。
1つ目は、要塞の価値の再認識である。大戦当初のベルギーのリエージュ要塞の早期陥落やロシア、オーストリアの要塞が意外に早く落ちたため、要塞の価値について疑問視されるようになっていた。しかしながらこのヴェルダンの戦いによって要塞は再び注目されるようになった。
2つ目はフランス自動車隊の活躍である。本来ヴェルダンの背後連絡線としては道路のほか、鉄道が1つだけであった。が、その鉄道はドイツ軍の砲撃によって使用困難になっていたため、貨物自動車を使用して増援部隊を送ったのである。例をあげるならば、3月から5月の間に40万人もの兵士がヴェルダンに送られた。このことにより自動車の価値は初めて世上に認められるようになったのである。
3つ目は、フランス軍の士気低下である。いつまでも終わらぬ戦争に交戦各国の兵士たちの士気は低下していたが、フランス軍では特に著しかった。このことは1917年のニヴェル攻勢での反乱につながる。
4つ目は、「同数同質の敵の防御陣地を、歩兵の徒歩行軍で突破することは至難」というファルケンハインの洞察の正しさが（敗北と本人の失脚によって）証明されたことである。この洞察は1918年春季攻勢において再確認された。そして、「歩兵の徒歩行軍で」という前提条件が変更されて防御陣地の突破が可能になるには、はるか後年の機甲部隊による電撃戦を待たねばならなかった。

## その他
ドイツ表現主義美術の主要人物の一人であるフランツ・マルクは一兵士としてこの戦いに参加し、戦死した。
2013年5月、現地を訪れていたドイツ人観光客が人骨を発見。周辺の発掘が行われた結果、26体の遺体が発見された。一部の遺体には身元を示す認識票が一緒に出土したため、出身地に送られ再埋葬されている。